# Gordon H. Smith

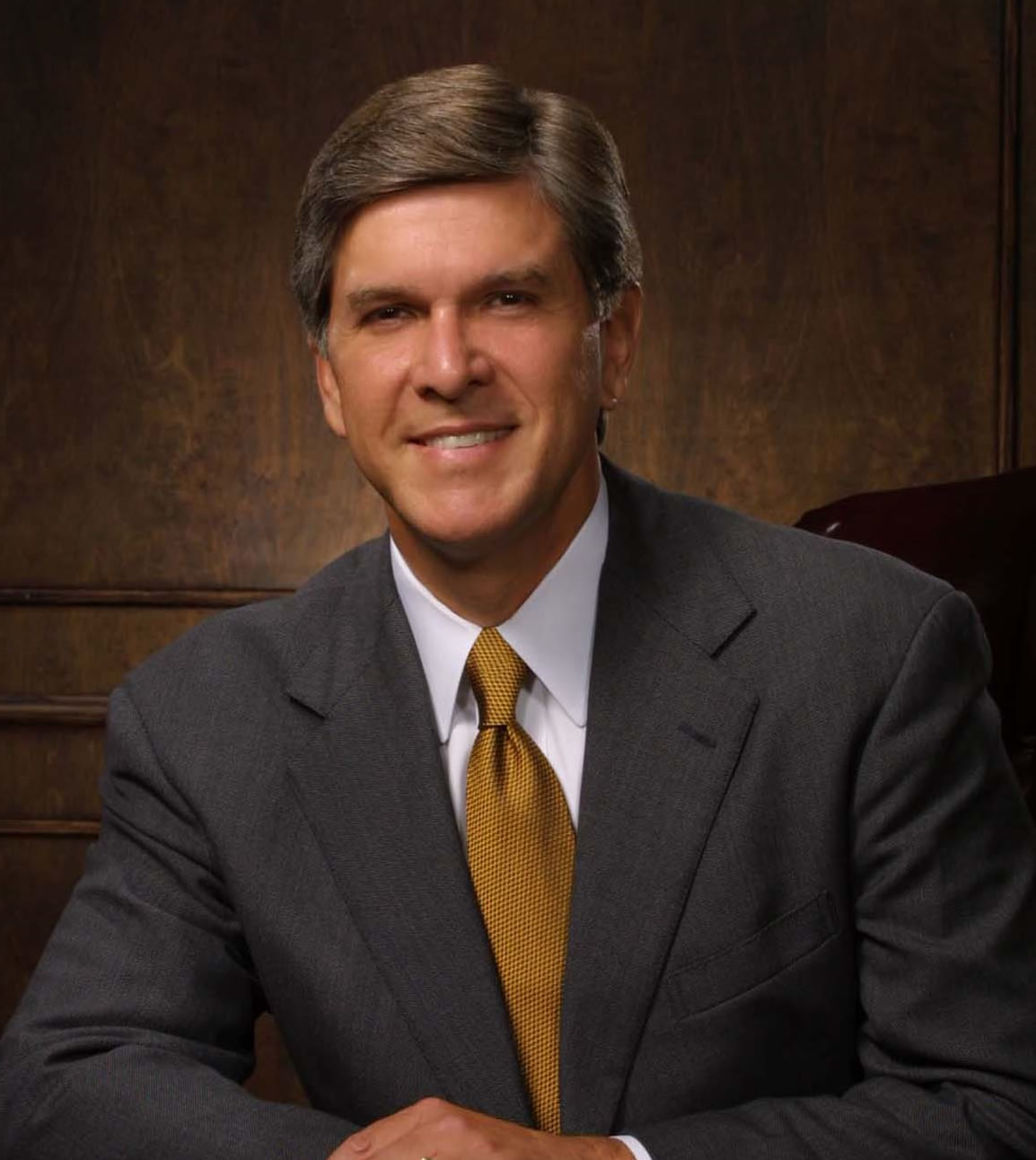
Gordon Smith

Gordon Harold Smith (* 25. Mai 1952 in Pendleton, Oregon) ist ein US-amerikanischer Politiker und Unternehmer.

## Leben
Nach seiner Schulzeit in Maryland ging Smith für zwei Jahre auf Missionierung für seine mormonische Kirche in Neuseeland. Danach studierte Smith an der Brigham Young University und an der Southwestern University School of Law Rechtswissenschaften. Nach dem Studium war Smith als Rechtsanwalt in den US-amerikanischen Bundesstaaten New Mexico und Arizona tätig. In den 1980er Jahren kehrte Smith nach Oregon zurück und wurde Vorsitzender des familieneigenen Unternehmens Smith Frozen Foods in Weston (Oregon).
Smith ist Mitglied der Republikanischen Partei. Vom 3. Januar 1997 bis 3. Januar 2009 war Smith Senator im Senat der Vereinigten Staaten für den Bundesstaat Oregon. Sein Nachfolger als Senator ist der Demokrat Jeff Merkley, der ihn bei der Wahl 2008 schlug.
Smith ist mit Sharon Smith verheiratet und adoptierte mit ihr in den 1980er Jahren drei Kinder. Im September 2003 nahm sich sein Sohn Garett das Leben. In Erinnerung an seinen Sohn schrieb Smith das Buch Remembering Garrett, One Family’s Battle with a Child’s Depression. Smith lebt mit seiner Familie in Pendleton, Oregon und Bethesda, Maryland. Smith ist Mitglied der Mormonen.

## Werke
- Remembering Garrett, One Family’s Battle with a Child’s Depression